# Joest Racing
Joest Racing (Audi Sport Team Joest) – niemiecki zespół wyścigowy, założony w 1978 roku przez Reinholda Joesta. Obecnie zespół startuje w FIA World Endurance Championship. W przeszłości ekipa pojawiała się także w stawce European Le Mans Series, World Sportscar Championship, Deutsche Rennsport Meisterschaft, IMSA GT Championship, Deutsche Tourenwagen Masters, American Le Mans Series, European Sportscar Championship, 24h Le Mans, 24h of Daytona, Supercup, Interserie oraz Intercontinental Le Mans Cup. Siedziba zespołu znajduje się w Wald-Michelbach.
Od 1984 roku Joest Racing startuje w 24-godzinnym wyścigu Le Mans, gdzie zespół odnosił zwycięstwa dwunastokrotnie. W pierwszych latach startów ekipa korzystała głównie z samochodów skonstruowanych przez Porsche. W 1998 roku zespół podpisał kontrakt z koncernem Audi. Wraz z tym kontraktem rozpoczęły się największe sukcesy zespołu:
- 1984: 24h Le Mans - LMP1 (Klaus Ludwig, Henri Pescarolo)
- 1985: 24h Le Mans - LMP1 (Klaus Ludwig, Paolo Barilla, John Winter)
- 1996: 24h Le Mans - LMP1 (Davy Jones, Alexander Wurz, Manuel Reuter)
- 1997: 24h Le Mans - LMP1 (Michele Alboreto, Stefan Johansson, Tom Kristensen)
- 2000: American Le Mans Series - LMP (Allan McNish)
- 2000: 24h Le Mans - LMP1 (Frank Biela, Emanuele Pirro, Tom Kristensen)
- 2001: American Le Mans Series - LMP900 (Emanuele Pirro)
- 2001: 24h Le Mans - LMP1 (Frank Biela, Emanuele Pirro, Tom Kristensen)
- 2002: American Le Mans Series - LMP900 (Tom Kristensen)
- 2002: 24h Le Mans - LMP1 (Frank Biela, Emanuele Pirro, Tom Kristensen)
- 2003: American Le Mans Series - LMP900 (Frank Biela, Marco Werner)
- 2006: 24h Le Mans - LMP1 (Frank Biela, Emanuele Pirro, Marco Werner)
- 2007: 24h Le Mans - LMP1 (Frank Biela, Emanuele Pirro, Marco Werner)
- 2007: Le Mans Series - LMP1 (Mike Rockenfeller, Alexandre Prémat)
- 2008: 24h Le Mans - LMP1 (Allan McNish, Tom Kristensen, Rinaldo Capello)
- 2010: 24h Le Mans - LMP1 (Mike Rockenfeller, Timo Bernhard, Romain Dumas)
- 2011: 24h Le Mans - LMP1 (Marcel Fässler, André Lotterer, Benoît Tréluyer)
- 2012: FIA World Endurance Championship - LMP1 (Marcel Fässler, André Lotterer, Benoît Tréluyer)
- 2012: 24h Le Mans - LMP1 (Marcel Fässler, André Lotterer, Benoît Tréluyer)
- 2013: 24h Le Mans - LMP1 (Allan McNish, Tom Kristensen, Rinaldo Capello)
- 2014: 24h Le Mans - LMP1 (Marcel Fässler, André Lotterer, Benoît Tréluyer)